# Elina Born
Elina Born, född 29 juni 1994 i Lehtse, Estland, är en estnisk sångerska. Born är tillsammans med Stig Rästa mest känd för sin låt Goodbye to Yesterday som de uppträdde med i Eurovision Song Contest 2015. 

## Bakgrund
Born slog igenom 2012 i den estniska versionen av Idol, Eesti otsib superstaari, där hon medverkade och kom på andra plats.
Born har deltagit i den estniska uttagningen till Eurovision Song Contest, Eesti Laul, två gånger. Första gången var 2013 då hon medverkade med låten Enough skriven av Stig Rästa och slutade på en åttonde plats i finalen. Andra gången Born medverkade var 2015 då hon vann tävlingen tillsammans med Stig Rästa med låten Goodbye to Yesterday.

## Diskografi

### Album
- 2015 - Elina Born

### Singlar
- 2012 - "Enough"
- 2013 - "Miss Calculation"
- 2014 - "Mystery"
- 2015 - "Goodbye to Yesterday" (med Stig Rästa)